# Марктобердорф
Марктобердорф (њем. Marktoberdorf) град је у њемачкој савезној држави Баварска. Једно је од 45 општинских средишта округа Осталгој. Према процјени из 2010. у граду је живјело 18.222 становника. Посједује регионалну шифру (AGS) 9777151.

## Географски и демографски подаци
Марктобердорф се налази у савезној држави Баварска у округу Осталгој. Град се налази на надморској висини од 727–790 метара. Површина општине износи 95,2 km². У самом граду је, према процјени из 2010. године, живјело 18.222 становника. Просјечна густина становништва износи 191 становника/km².